# Classificação estelar
Em astronomia, a classificação estelar é a classificação das estrelas com base em suas características espectrais. A radiação eletromagnética da estrela é analisada dividindo-a com um prisma ou rede de difração em um espectro exibindo o arco-íris de cores intercaladas com linhas espectrais. Cada linha indica um determinado elemento químico ou molécula, com a força da linha indicando a abundância desse elemento. As intensidades das diferentes linhas espectrais variam principalmente devido à temperatura da fotosfera, embora em alguns casos haja verdadeiras diferenças de abundância. A classe espectral de uma estrela é um código curto que resume basicamente o estado de ionização, fornecendo uma medida objetiva da temperatura da fotosfera.
A maioria das estrelas é atualmente classificada no sistema Morgan-Keenan (MK) usando as letras O, B, A, F, G, K e M, uma sequência da mais quente (tipo O) para a mais fria (tipo M). Cada classe de letra é então subdividida usando um dígito numérico com 0 sendo o mais quente e 9 sendo o mais frio (por exemplo, A8, A9, F0 e F1 formam uma sequência do mais quente para o mais frio). A sequência foi expandida com classes para outras estrelas e objetos parecidos com estrelas que não se encaixam no sistema clássico, como classe D para anãs brancas e classes S e C para estrelas de carbono.
No sistema MK, uma classe de luminosidade é adicionada à classe espectral usando numeração romana. Isso se baseia na largura de certas linhas de absorção no espectro da estrela, que variam com a densidade da atmosfera e, portanto, distinguem estrelas gigantes de anãs. A classe de luminosidade 0 ou Ia+ é usada para hipergigantes, classe I para supergigantes, classe II para gigantes luminosas, classe III para gigantes regulares, classe IV para subgigantes, classe V para estrelas da sequência principal, classe sd (ou VI) para subanãs e classe D (ou VII) para anãs brancas. A classe espectral completa para o Sol é então G2V, indicando uma estrela da sequência principal com uma temperatura de superfície em torno de 5 800 K (5 526 ºC).

## Descrição de cor convencional

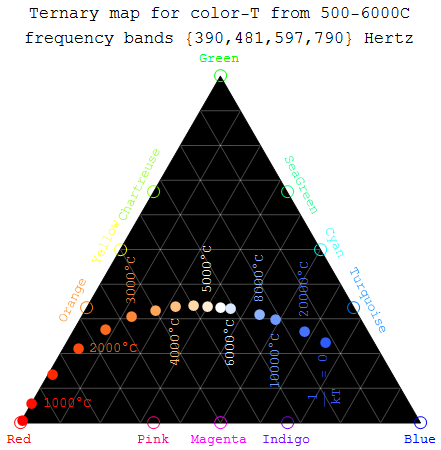
Discos de câmera RGB, apenas saturados

A descrição da cor convencional leva em consideração apenas o pico do espectro estelar. Na verdade, porém, as estrelas irradiam em todas as partes do espectro. Como todas as cores espectrais combinadas parecem brancas, as cores reais aparentes que o olho humano observaria são muito mais claras do que as descrições de cores convencionais sugerem. Esta característica de 'leveza' indica que a atribuição simplificada de cores dentro do espectro pode ser enganosa. Excluindo os efeitos de contraste de cor em luz fraca, em condições de visualização típicas não há estrelas verdes, índigo ou violeta. As anãs vermelhas têm um tom profundo de laranja amarelado, e as anãs marrons não parecem literalmente marrons, mas as mais quentes hipoteticamente pareceriam vermelho alaranjado e as mais frias cinza esmaecido para um observador próximo.

## Classificação moderna

Estrelas da sequência principal organizadas das classes de O a M de Harvard

O sistema de classificação moderno é conhecido como classificação Morgan-Keenan (MK). Cada estrela recebe uma classe espectral da antiga classificação espectral de Harvard e uma classe de luminosidade usando numeração romana, conforme explicado abaixo, formando o tipo espectral da estrela.
Outros sistemas de classificação estelar modernos, como o sistema UBV, são baseados em índices de cores, as diferenças medidas em três ou mais magnitudes de cores. Esses números recebem rótulos como "U−V" ou "B−V", que representam as cores passadas por dois filtros padrão (por exemplo, Ultraviolet, Blue e Visual).

### Classificação espectral de Harvard
O sistema Harvard é um esquema de classificação unidimensional da astrônoma Annie Jump Cannon, que reordenou e simplificou o sistema alfabético anterior de Draper (veja o próximo parágrafo). As estrelas são agrupadas de acordo com suas características espectrais por letras únicas do alfabeto, opcionalmente com subdivisões numéricas. As estrelas da sequência principal variam em temperatura superficial de aproximadamente 2 000 a 50 000 K, enquanto estrelas mais evoluídas podem ter temperaturas acima de 100 000 K. Fisicamente, as classes indicam a temperatura da atmosfera da estrela e são normalmente listadas da mais quente à mais fria.
| Classe | Temperatura efetiva | Cromaticidade Vega-relativa | Cromaticidade (D65)       | Massa da sequência principal (massa solar) | Raio da sequência principal (raio solar) | Luminosidade da sequência principal (bolométrica) | Linhas de hidrogênio | Fração de todas as estrelas da sequência principal |
| ------ | ------------------- | --------------------------- | ------------------------- | ------------------------------------------ | ---------------------------------------- | ------------------------------------------------- | -------------------- | -------------------------------------------------- |
| O      | ≥ 30 000 K          | azul                        | azul                      | ≥ 16 M☉                                    | ≥ 6,6 R☉                                 | ≥ 30 000 L☉                                       | Fraca                | ~0,00003%                                          |
| B      | 10 000–30 000 K     | azul-branco                 | azul-branco profundo      | 2,1–16 M☉                                  | 1,8–6,6 R☉                               | 25–30 000 L☉                                      | Média                | 0,13%                                              |
| A      | 7 500–10 000 K      | branco                      | branco a azul-branco      | 1,4–2,1 M☉                                 | 1,4–1,8 R☉                               | 5–25 L☉                                           | Forte                | 0,6%                                               |
| F      | 6 000–7 500 K       | amarelo-branco              | branco                    | 1,04–1,4 M☉                                | 1,15–1,4 R☉                              | 1,5–5 L☉                                          | Média                | 3%                                                 |
| G      | 5 200–6 000 K       | amarelo                     | amarelo-branco            | 0,8–1,04 M☉                                | 0,96–1,15 R☉                             | 0,6–1,5 L☉                                        | Fraca                | 7,6%                                               |
| K      | 3 700–5 200 K       | laranja claro               | laranja-amarelo claro     | 0,45–0,8 M☉                                | 0,7–0,96 R☉                              | 0,08–0,6 L☉                                       | Muito fraca          | 12,1%                                              |
| M      | 2 400–3 700 K       | vermelho alaranjado         | vermelho alaranjado claro | 0,08–0,45 M☉                               | ≤ 0,7 R☉                                 | ≤ 0,08 L☉                                         | Muito fraca          | 76,45%                                             |

O Diagrama de Hertzsprung-Russell relaciona a classificação estelar com magnitude absoluta, luminosidade e temperatura da superfície

As classes espectrais de O a M, bem como outras classes mais especializadas discutidas posteriormente, são subdivididas por algarismos arábicos (0-9), onde 0 denota as estrelas mais quentes de uma determinada classe. Por exemplo, A0 denota as estrelas mais quentes da classe A e A9 denota as mais frias. Números fracionários são permitidos; por exemplo, a estrela Mu Normae é classificada como O9.7. O Sol é classificado como G2.
As descrições de cores convencionais são tradicionais na astronomia e representam as cores relativas à cor média de uma estrela de classe A, que é considerada branca. As descrições de cores aparentes são o que o observador veria se tentasse descrever as estrelas sob um céu escuro sem ajuda aos olhos, ou com binóculos. No entanto, a maioria das estrelas no céu, exceto as mais luminosas, aparecem brancas ou branco-azuladas a olho nu porque são muito fracas para que a visão em cores funcione. As supergigantes vermelhas são mais frias e vermelhas do que as anãs do mesmo tipo espectral, e estrelas com características espectrais particulares, como estrelas de carbono, podem ser muito mais vermelhas do que qualquer corpo negro.
O fato de que a classificação de Harvard de uma estrela indicava sua temperatura superficial ou fotosférica (ou mais precisamente, sua temperatura efetiva) não foi totalmente compreendido até depois de seu desenvolvimento, embora na época em que o primeiro diagrama de Hertzsprung-Russell foi formulado (em 1914), isso geralmente era suspeito de ser verdade. Na década de 1920, o físico indiano Meghnad Saha derivou uma teoria da ionização estendendo ideias bem conhecidas em física-química relativas à dissociação de moléculas para a ionização de átomos. Primeiro ele o aplicou à cromosfera solar, depois aos espectros estelares.
A astrônoma de Harvard Cecilia Payne-Gaposchkin demonstrou então que a sequência espectral O-B-A-F-G-K-M é na verdade uma sequência de temperatura. Como a sequência de classificação antecede nosso entendimento de que é uma sequência de temperatura, a colocação de um espectro em um determinado subtipo, como B3 ou A7, depende de estimativas (amplamente subjetivas) das intensidades das características de absorção em espectros estelares. Como resultado, esses subtipos não são divididos uniformemente em qualquer tipo de intervalos matematicamente representáveis.

### Classificação espectral de Yerkes

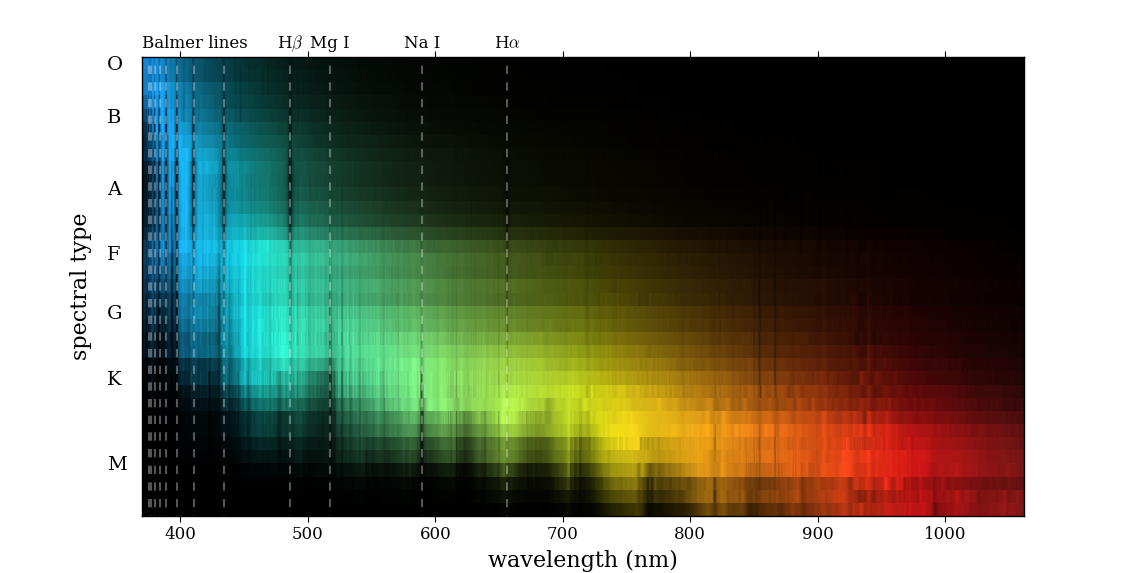
Montagem de espectros de cores falsas para estrelas da sequência principal

A classificação espectral de Yerkes, também chamada de sistema MKK pelas iniciais dos autores, é um sistema de classificação espectral estelar introduzido em 1943 por William Wilson Morgan, Philip Childs Keenan e Edith Kellman do Observatório Yerkes. Este esquema de classificação bidimensional (temperatura e luminosidade) é baseado em linhas espectrais sensíveis à temperatura estelar e gravidade de superfície, que está relacionada à luminosidade (enquanto a classificação de Harvard é baseada apenas na temperatura da superfície). Mais tarde, em 1953, após algumas revisões da lista de estrelas padrão e critérios de classificação, o esquema foi denominado classificação de Morgan-Keenan, ou MK, e este sistema continua em uso.
Estrelas mais densas com gravidade superficial mais alta exibem maior ampliação da pressão das linhas espectrais. A gravidade e, portanto, a pressão na superfície de uma estrela gigante é muito menor do que a de uma estrela anã porque o raio da gigante é muito maior do que o de uma anã de massa semelhante. Portanto, as diferenças no espectro podem ser interpretadas como efeitos de luminosidade e uma classe de luminosidade pode ser atribuída puramente a partir do exame do espectro.
Várias classes de luminosidade diferentes são distinguidas, conforme listado na tabela abaixo.
| Classes de luminosidade | Descrição                                             | Exemplos                     |
| ----------------------- | ----------------------------------------------------- | ---------------------------- |
| 0 ou Ia+                | hipergigantes ou supergigantes extremamente luminosas | Cygnus OB2#12 – B3-4Ia+      |
| Ia                      | Supergigantes luminosas                               | Eta Canis Majoris – B5Ia     |
| Iab                     | Supergigantes luminosas de tamanho intermediário      | Gamma Cygni – F8Iab          |
| Ib                      | Supergigantes menos luminosas                         | Zeta Persei – B1Ib           |
| II                      | Gigantes luminosas                                    | Beta Leporis – G0II          |
| III                     | Gigantes normais                                      | Arcturus – K0III             |
| IV                      | Subgigantes                                           | Gamma Cassiopeiae – B0.5IVpe |
| V                       | Sequência principal (anãs)                            | Achernar – B6Vep             |
| sd (prefixo) ou VI      | Subanãs                                               | HD 149382 – sdB5 ou B5VI     |
| D (prefixo) ou VII      | Anãs brancas                                          | van Maanen 2 – DZ8           |

Casos marginais são permitidos; por exemplo, uma estrela pode ser uma supergigante ou uma gigante luminosa, ou pode estar entre as classificações de subgigantes e de sequência principal.
Nestes casos, dois símbolos especiais são usados:
- Uma barra (/) significa que uma estrela é uma classe ou outra.
- Um traço (-) significa que a estrela está entre as duas classes.

Por exemplo, uma estrela classificada como A3-4III/IV estaria entre os tipos espectrais A3 e A4, sendo uma estrela gigante ou uma subgigante.
Classes subanãs também foram usadas: VI para subanãs (estrelas ligeiramente menos luminosas que a sequência principal).
Luminosidade nominal classe VII (e às vezes numerais mais altos) agora raramente é usada para classes anãs brancas ou "subanãs quentes", uma vez que as letras de temperatura da sequência principal e estrelas gigantes não se aplicam mais às anãs brancas.
Ocasionalmente, as letras a e b são aplicadas a classes de luminosidade diferentes de supergigantes; por exemplo, uma estrela gigante ligeiramente menos luminosa do que a típica pode receber uma classe de luminosidade IIIb, enquanto uma classe de luminosidade IIIa indica uma estrela ligeiramente mais luminosa do que uma gigante típica.
Uma amostra de estrelas V extremas com forte absorção nas linhas espectrais He II λ4686 recebeu a designação Vz. Um exemplo de estrela é HD 93129 B.

### Peculiaridades espectrais
Nomenclatura adicional, na forma de letras minúsculas, pode seguir o tipo espectral para indicar características peculiares do espectro.
| Código              | Peculiaridades espectrais para estrelas                                 |
| ------------------- | ----------------------------------------------------------------------- |
| :                   | Valor espectral incerto                                                 |
| ...                 | Existem peculiaridades espectrais não descritas                         |
| !                   | Peculiaridade especial                                                  |
| comp                | Espectro composto                                                       |
| e                   | Linhas de emissão presentes                                             |
| [e]                 | Linhas de emissão "proibidas" presentes                                 |
| er                  | Centro "invertido" das linhas de emissão mais fraco do que as bordas    |
| eq                  | Linhas de emissão com perfil 34 Cygni                                   |
| f                   | Emissão de N III e He II                                                |
| f*                  | N IV λ4058Å é mais forte do que as linhas N III λ4634Å, λ4640Å e λ4642Å |
| f+                  | Si IV λ4089Å e λ4116Å são emitidos, além da linha N III                 |
| (f)                 | Emissão de N III, ausência ou absorção fraca de He II                   |
| (f+)                | [ 32 ]                                                                  |
| ((f))               | Exibe forte absorção de He II acompanhada por emissões fracas de N III  |
| ((f*))              | [ 32 ]                                                                  |
| h                   | Estrelas WR com linhas de emissão de hidrogênio                         |
| ha                  | Estrelas WR com hidrogênio visto tanto na absorção quanto na emissão    |
| He wk               | Linhas fracas de hélio                                                  |
| k                   | Espectro com características de absorção interestelar                   |
| m                   | Características de metal aprimorados                                    |
| n                   | Absorção ampla ("nebulosa") devido à rotação                            |
| nn                  | Características de absorção muito amplos                                |
| neb                 | O espectro de uma nebulosa misturado em                                 |
| p                   | Peculiaridade não especificada, estrela peculiar                        |
| pq                  | Espectro peculiar, semelhante ao espectro de Nova                       |
| q                   | Perfil 34 Cygni                                                         |
| s                   | Linhas de absorção estreitas ("nítidas")                                |
| ss                  | Linhas muito estreitas                                                  |
| sh                  | Características de estrela concha                                       |
| var                 | Variável de característica espectral (sometimes abbreviated to "v")     |
| wl                  | Linhas fracas (also "w" & "wk")                                         |
| Símbolo do elemento | Linhas espectrais anormalmente fortes do(s) elemento(s) especificado(s) |

Por exemplo, 59 Cygni é listado como tipo espectral B1.5Vnne, indicando um espectro com a classificação geral B1.5V, bem como linhas de absorção muito largas e certas linhas de emissão.

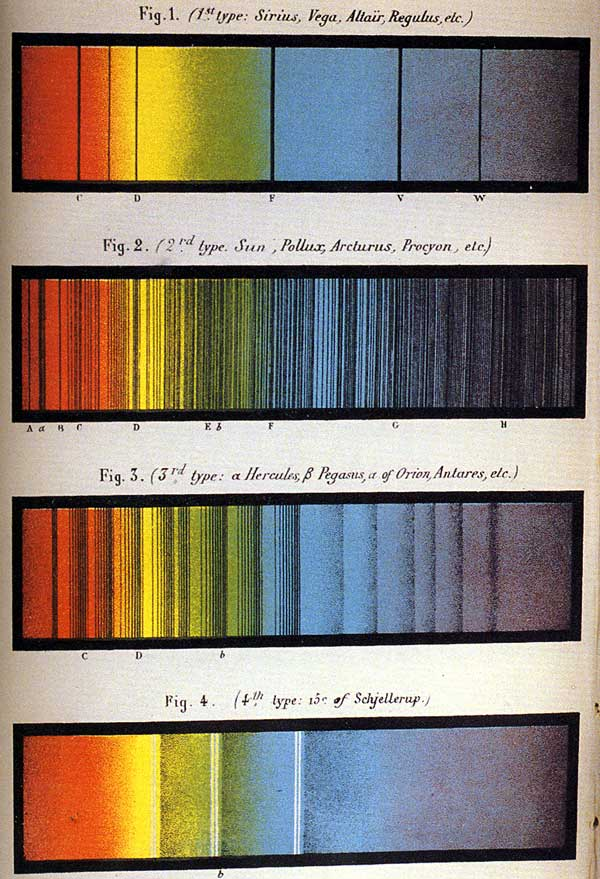
Guia para tipos espectrais Secchi ("152 Schjellerup" é Y Canum Venaticorum)

## História
A razão para o estranho arranjo das letras na classificação de Harvard é histórica, tendo evoluído das classes Secchi anteriores e sido progressivamente modificada conforme o entendimento melhorava.

### Classes Secchi
Durante as décadas de 1860 e 1870, o espectroscopista estelar pioneiro Angelo Secchi criou as classes Secchi para classificar os espectros observados. Em 1866, ele havia desenvolvido três classes de espectros estelares, mostrados na tabela abaixo.
No final da década de 1890, essa classificação começou a ser substituída pela classificação de Harvard, que é discutida no restante deste artigo.
| Número da classe                | Descrição da classe Secchi |
| ------------------------------- | --- |
| Classe Secchi I                 | Estrelas brancas e azuis com linhas largas e pesadas de hidrogênio, como Vega e Altair. Isso inclui a classe A moderna e a classe F. |
| Classe Secchi I (Subtipo Orion) | Um subtipo de Classe Secchi I com linhas estreitas no lugar de faixas largas, como Rígel e Bellatrix. Em termos modernos, isso corresponde às primeiras estrelas do tipo-B |
| Classe Secchi II                | Estrelas amarelas, hidrogênio menos forte, mas linhas metálicas evidentes, como o Sol, Arcturo e Capella. Isso inclui as classes modernas G e K, bem como a última classe F. |
| Classe Secchi III               | Estrelas laranja a vermelhas com espectros de banda complexos, como Betelgeuse e Antares. Isso corresponde à classe moderna M. |
| Classe Secchi IV                | Em 1868, ele descobriu estrelas de carbono, que colocou em um grupo distinto: Estrelas vermelhas com faixas e linhas de carbono significativas, correspondentes às classes C e S modernas. |
| Classe Secchi V                 | Em 1877, ele adicionou uma quinta classe: Estrelas de linha de emissão, como Gamma Cassiopeiae e Sheliak, que estão na classe moderna Be. Em 1891, Edward Charles Pickering propôs que a classe V correspondesse à classe O moderna (que então incluía estrelas Wolf-Rayet) e estrelas dentro de nebulosas planetárias. |

Os algarismos romanos usados para as Classes Secchi não devem ser confundidos com os algarismos romanos completamente não relacionados usados para as classes de luminosidade de Yerkes e as classes de estrelas de nêutrons propostas.

### Sistema Draper
| Secchi                                     | Draper              | Comentário                                          |
| ------------------------------------------ | ------------------- | --------------------------------------------------- |
| I                                          | A, B, C, D          | Linhas de hidrogênio dominantes                     |
| II                                         | E, F, G, H, I, K, L |                                                     |
| III                                        | M                   |                                                     |
| IV                                         | N                   | Não apareceu no catálogo                            |
| V                                          | O                   | Espectros Wolf-Rayet incluídos com linhas luminosas |
| V                                          | P                   | Nebulosas planetárias                               |
|                                            | Q                   | Outros espectros                                    |
| As classes no sistema MK estão em negrito. |                     |                                                     |

Na década de 1880, o astrônomo Edward Charles Pickering começou a fazer um levantamento de espectros estelares no Harvard College Observatory, usando o método do prisma objetivo. Um primeiro resultado deste trabalho foi o Draper Catalogue of Stellar Spectra, publicado em 1890. Williamina Fleming classificou a maioria dos espectros neste catálogo e recebeu o crédito por classificar mais de 10 000 estrelas em destaque e descobrir 10 novas e mais de 200 estrelas variáveis. Com a ajuda dos computadores de Harvard, especialmente Fleming, a primeira iteração do catálogo de Henry Draper foi concebida para substituir o esquema de numeração romana estabelecido por Angelo Secchi.
O catálogo usava um esquema no qual as classes de Secchi usadas anteriormente (I a V) eram subdivididas em classes mais específicas, com letras de A a P. Além disso, a letra Q era usada para estrelas que não se encaixavam em nenhuma outra classe. Fleming trabalhou com Pickering para diferenciar 17 classes diferentes com base na intensidade das linhas espectrais do hidrogênio, o que causa variação nos comprimentos de onda emanados das estrelas e resulta em variação na aparência da cor. Os espectros da classe A tendiam a produzir as linhas de absorção de hidrogênio mais fortes, enquanto os espectros da classe O praticamente não produziam linhas visíveis. O sistema de letras exibia a diminuição gradual da absorção de hidrogênio nas classes espectrais ao descer no alfabeto. Este sistema de classificação foi posteriormente modificado por Annie Jump Cannon e Antonia Maury para produzir o esquema de classificação espectral de Harvard.

### O antigo sistema Harvard (1897)
Em 1897, outro astrônomo de Harvard, Antonia Maury, colocou o subtipo Orion da Classe Secchi I à frente do restante da Classe Secchi I, colocando assim o tipo B moderno à frente do tipo A. Ela foi a primeira a fazê-lo, embora não usasse tipos espectrais com letras, mas sim uma série de 22 tipos numerados de I - XXII.
| Grupos   | Resumo |
| -------- | --- |
| I−V      | Incluíram estrelas do ‘tipo Orion’ que exibiram uma força crescente nas linhas de absorção de hidrogênio do grupo I ao grupo V.     |
| VI       | agiu como um intermediário entre o ‘tipo Orion’ e o grupo Secchi tipo I.                                                            |
| VII−XI   | Eram estrelas do tipo 1 de Secchi, com diminuição da força nas linhas de absorção de hidrogênio dos grupos VII - XI.                |
| XIII−XVI | Incluiu estrelas do tipo 2 de Secchi com linhas decrescentes de absorção de hidrogênio e linhas metálicas do tipo solar crescentes. |
| XVII−XX  | Incluiu estrelas do tipo 3 de Secchi com linhas espectrais crescentes.                                                              |
| XXI      | Incluiu estrelas do tipo 4 de Secchi                                                                                                |
| XXII     | Incluiu estrelas Wolf-Rayet |
Como os 22 agrupamentos de algarismos romanos não levaram em consideração variações adicionais nos espectros, três divisões adicionais foram feitas para especificar ainda mais as diferenças: Letras minúsculas foram adicionadas para diferenciar a aparência relativa da linha nos espectros; as linhas foram definidas como:
| (a) | largura média |
| (b) | nebulosa      |
| (c) | focada        |
Antonia Maury publicou seu próprio catálogo de classificação estelar em 1897 chamado "Espectros de estrelas brilhantes fotografadas com o telescópio Draper de 11 polegadas como parte do Memorial Henry Draper", que incluiu 4 800 fotografias e análises de Maury de 681 estrelas brilhantes do norte. Esta foi a primeira vez em que uma mulher foi creditada por uma publicação do observatório.

### O atual sistema Harvard (1912)
Em 1901, Annie Jump Cannon voltou aos tipos de letras, mas abandonou todas as letras, exceto O, B, A, F, G, K, M e N usados nessa ordem, bem como P para nebulosas planetárias e Q para algumas peculiares do espectro. Ela também usou tipos como B5A para estrelas no meio do caminho entre os tipos B e A, F2G para estrelas um quinto do caminho de F a G e assim por diante.
Finalmente, em 1912, Cannon mudou os tipos B, A, B5A, F2G, etc. para B0, A0, B5, F2, etc. Esta é essencialmente a forma moderna do sistema de classificação de Harvard. Esse sistema foi desenvolvido por meio da análise de espectros em placas fotográficas, que podiam converter a luz emanada das estrelas em espectros legíveis.
Um mnemônico comum para lembrar a ordem das letras do tipo espectral, do mais quente ao mais frio, é "Oh, Be A Fine Guy/Girl: Kiss Me!".

### Classe Mount Wilson

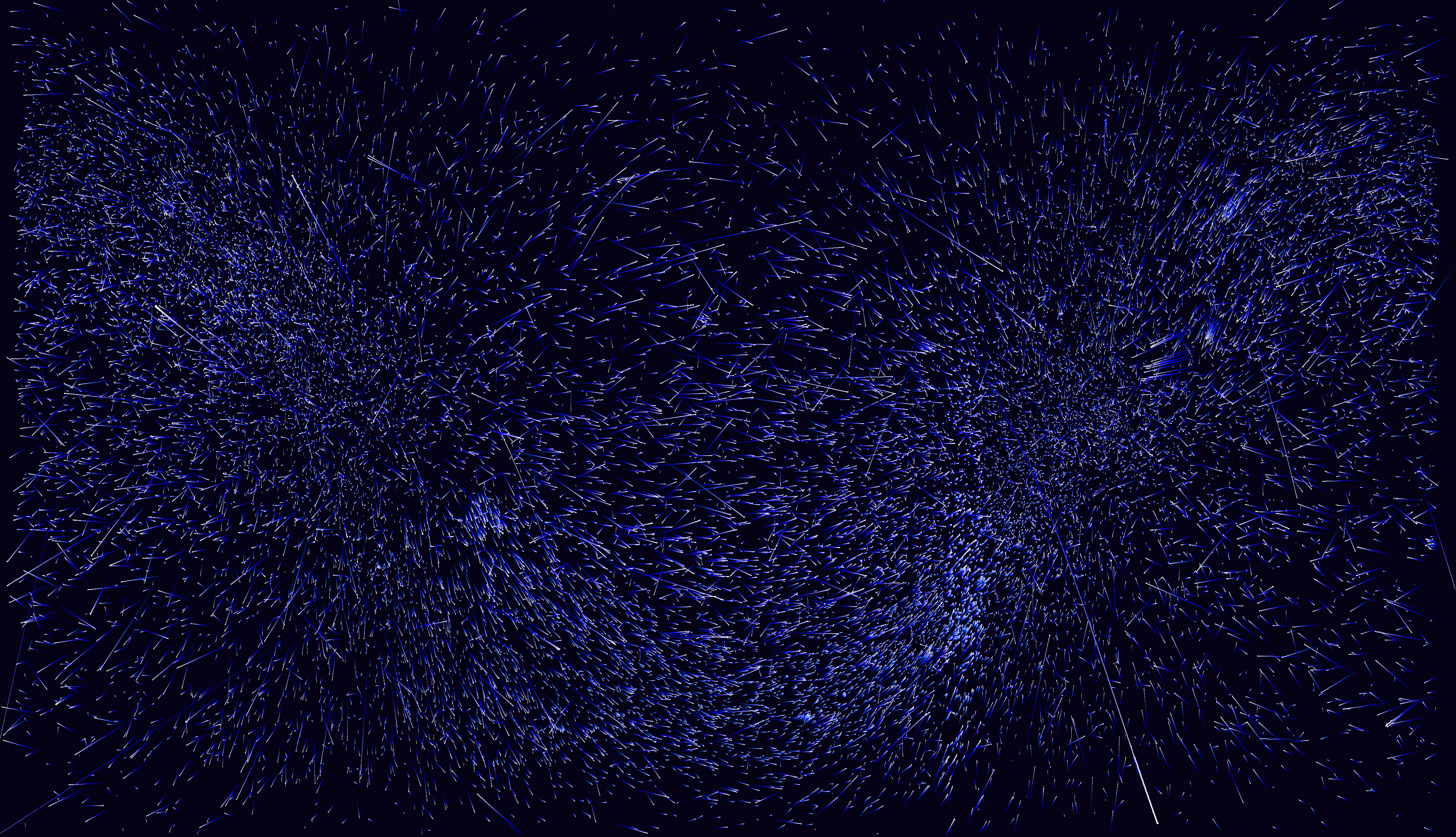
Movimento próprio de estrelas do tipo inicial em ± 200 000 anos

Uma classificação de luminosidade conhecida como sistema Mount Wilson foi usada para distinguir entre estrelas de diferentes luminosidades. Este sistema de notação ainda é visto às vezes em espectros modernos.

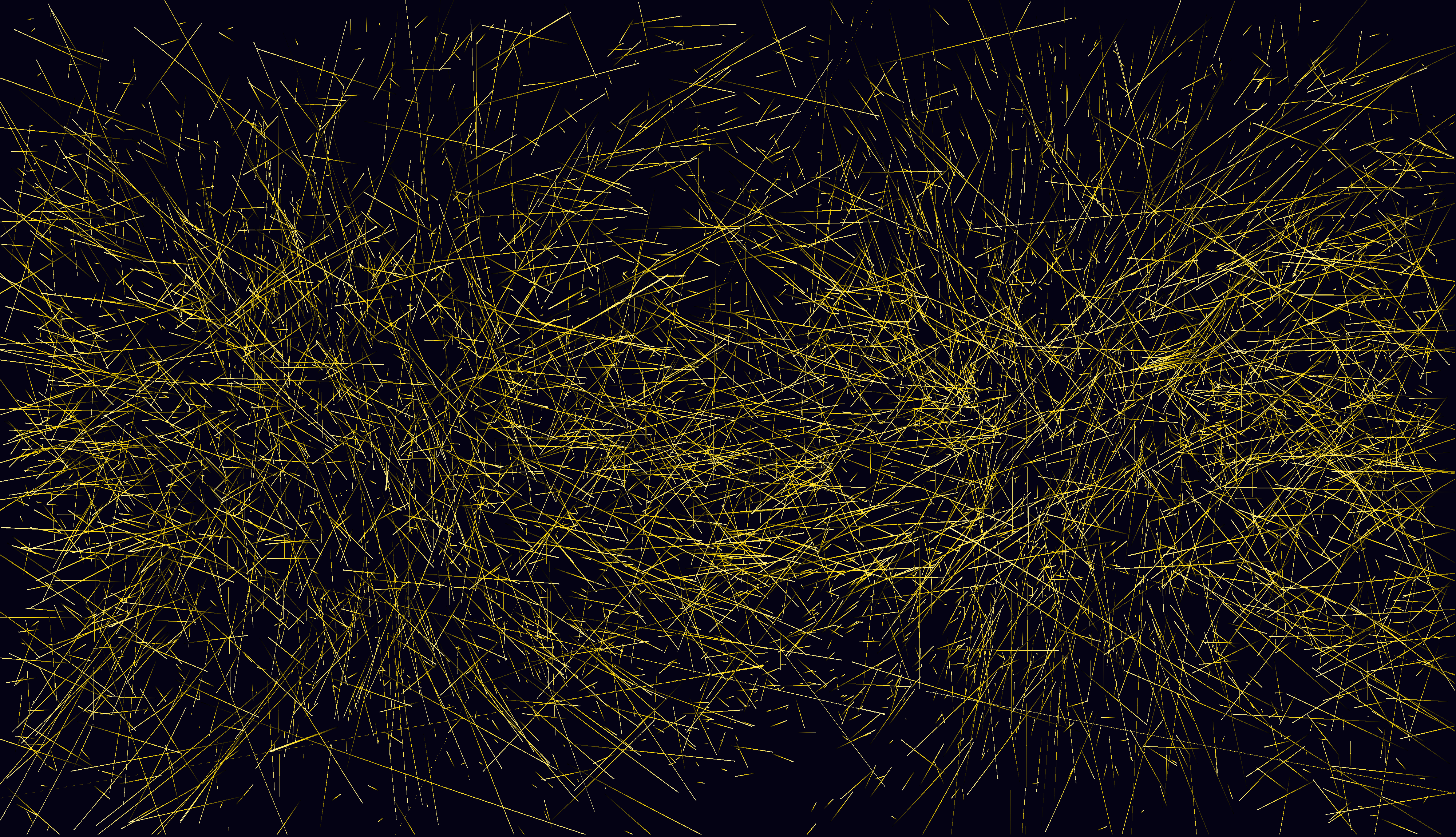
O movimento de estrelas de tipo tardio em torno do ápice (esquerda) e antápice (direita) em ± 200 000 anos

| Classe | Significado  |
| ------ | ------------ |
| sd     | Subanã       |
| d      | Anã          |
| sg     | Subgigante   |
| g      | Gigante      |
| c      | Supergigante |

## Tipos espectrais
O sistema de classificação estelar é taxonômico, baseado em espécies-tipo, semelhante à classificação de espécies em biologia: As categorias são definidas por uma ou mais estrelas padrão para cada categoria e subcategoria, com uma descrição associada das características distintivas.

### Nomenclatura "inicial" e "tardia"
As estrelas costumam ser chamadas de tipos iniciais ou tardios. "Inicial" é sinônimo de mais quente, enquanto "tardio" é sinônimo de mais frio.
Dependendo do contexto, "inicial" e "tardio" podem ser termos absolutos ou relativos. "Inicial" como um termo absoluto, portanto, se referiria a estrelas O ou B, e possivelmente a estrelas A. Como referência relativa, refere-se a estrelas mais quentes do que outras, como "K inicial" sendo talvez K0, K1, K2 e K3.
"Tardio" é usado da mesma maneira, com um uso não qualificado do termo indicando estrelas com tipos espectrais como K e M, mas também pode ser usado para estrelas que são frias em relação a outras estrelas, como no uso de "G tardio" para se referir a G7, G8 e G9.
No sentido relativo, "inicial" significa um número arábico inferior após a letra da classe e "tardio" significa um número mais alto.
Essa terminologia obscura é um resquício de um modelo de evolução estelar do final do século XIX, que supunha que as estrelas eram alimentadas por contração gravitacional por meio do mecanismo de Kelvin-Helmholtz, que agora não se aplica às estrelas da sequência principal. Se isso fosse verdade, então as estrelas começariam suas vidas como estrelas muito quentes do "tipo inicial" e então gradualmente se resfriariam até se tornarem estrelas do "tipo tardio". Esse mecanismo forneceu idades do Sol que eram muito menores do que as observadas no registro geológico e se tornou obsoleto com a descoberta de que as estrelas são alimentadas por fusão nuclear. Os termos "inicial" e "tardio" foram transportados para além do fim do modelo em que se baseavam.

### Classe O

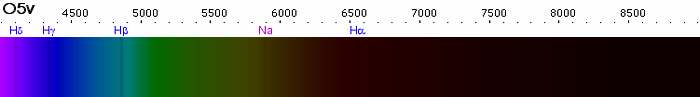
O espectro de uma estrela O5V

As estrelas de classe O são muito quentes e extremamente luminosas, com a maior parte de sua emissão irradiada na faixa do ultravioleta. Essas são as mais raras de todas as estrelas da sequência principal. Cerca de 1 em 3 000 000 (0,00003%) das estrelas da sequência principal na vizinhança solar são estrelas de classe O. Algumas das estrelas mais massivas estão dentro dessa classe espectral. Estrelas de classe O frequentemente têm arredores complicados que tornam difícil a medição de seus espectros.
Os espectros de classe O anteriormente eram definidos pela razão da força do He II λ4541 em relação ao He I λ4471, onde λ é o comprimento de onda da radiação. A classe espectral O7 foi definido como o ponto em que as duas intensidades são iguais, com a linha He I enfraquecendo em relação as classes anteriores. A classe O3 foi, por definição, o ponto em que essa linha desaparece completamente, embora possa ser vista muito vagamente com a tecnologia moderna. Devido a isso, a definição moderna usa a razão da linha de nitrogênio N IV λ4058 para N III λλ4634-40-42.
Estrelas de classe O têm linhas dominantes de absorção e às vezes emissão para linhas He II, ionizadas proeminentes (Si IV, O III, N III e C III) e linhas de hélio neutras, fortalecendo de O5 a O9, e linhas de Balmer de hidrogênio proeminentes, embora não seja tão forte como nos classes posteriores. Por serem tão massivas, as estrelas de classe O têm núcleos muito quentes e queimam seu combustível de hidrogênio muito rapidamente, portanto são as primeiras estrelas a deixar a sequência principal.
Quando o esquema de classificação MKK foi descrito pela primeira vez em 1943, os únicos subtipos de classe O usados foram O5 a O9.5. O esquema MKK foi estendido para O9.7 em 1971 e O4 em 1978, e novos esquemas de classificação que adicionam as classes O2, O3 e O3.5 foram subsequentemente introduzidos.
Padrões espectrais:
- O7V – S Monocerotis
- O9V – 10 Lacertae

### Classe B

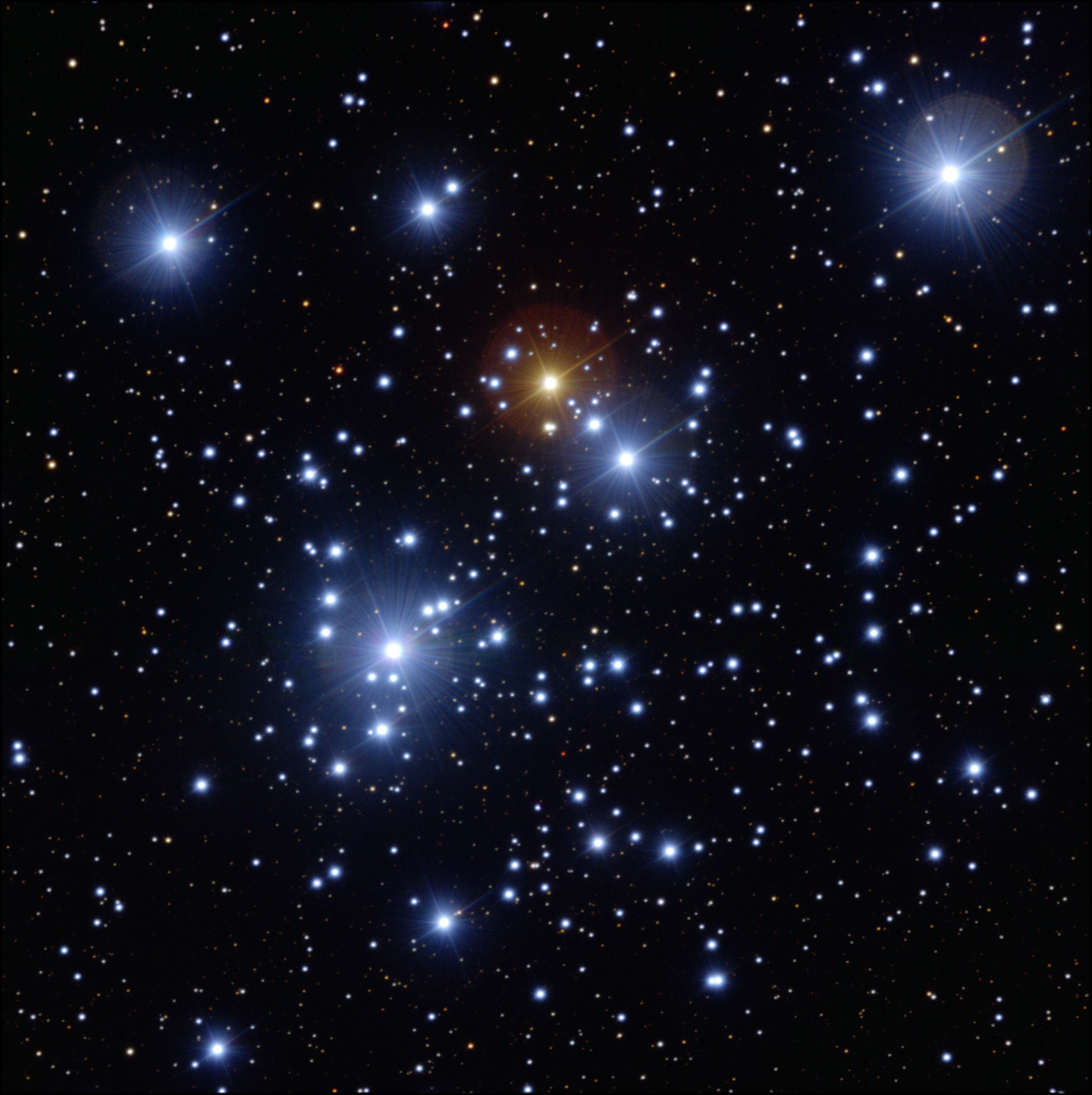
Estrelas da classe B no Aglomerado Caixa de Joias (Crédito: ESO VLT)

As estrelas de classe B são muito luminosas e azuis. Seus espectros têm linhas neutras de hélio, que são mais proeminentes na subclasse B2, e linhas moderadas de hidrogênio. Como estrelas de classe O e B são tão energéticas, elas vivem apenas por um período de tempo relativamente curto. Assim, devido à baixa probabilidade de interação cinemática durante sua vida, elas são incapazes de se afastar muito da área em que se formaram, além de estrelas em fuga.
A transição de classe O para a classe B foi originalmente definida para ser o ponto em que o He II λ4541 desaparece. No entanto, com equipamentos modernos, a linha ainda é aparente nas primeiras estrelas de classe B. Hoje, para estrelas da sequência principal, a classe B é definida pela intensidade do espectro violeta He I, com a intensidade máxima correspondendo à classe B2. Para supergigantes, linhas de silício são usadas em seu lugar; as linhas Si IV λ4089 e Si III λ4552 são indicativas de B. No meio-B, a intensidade deste último em relação àquela de Si II λλ4128-30 é a característica definidora, enquanto para o final de B, é a intensidade de Mg II λ4481 em relação àquela de He I λ4471.
Essas estrelas tendem a ser encontradas em suas associações OB de origem, que estão associadas a nuvens moleculares gigantes. A associação Orion OB1 ocupa uma grande parte de um braço espiral da Via Láctea e contém muitas das estrelas mais brilhantes da constelação de Orion. Cerca de 1 em 800 (0,125%) das estrelas da sequência principal na vizinhança solar são estrelas de classe B da sequência principal.
Entidades massivas, porém não-supergigantes, conhecidas como "estrelas Be" são estrelas da sequência principal que notavelmente têm, ou tiveram em algum momento, uma ou mais linhas de Balmer em emissão, com a série de radiação eletromagnética relacionada ao hidrogênio projetada pelas estrelas sendo de interesse particular. Acredita-se que as estrelas Be apresentam ventos estelares invulgarmente fortes, altas temperaturas de superfície e atrito significativo da massa estelar à medida que os objetos giram em uma taxa curiosamente rápida. Objetos conhecidos como estrelas "B(e)" ou "B[e]" possuem linhas de emissão neutras ou de baixa ionização distintas que são consideradas como tendo 'mecanismos proibidos', passando por processos normalmente não permitidos nos entendimentos atuais da mecânica quântica.
Padrões espectrais:
- B0V – Upsilon Orionis
- B0Ia – Alnilam
- B2Ia – Chi2 Orionis
- B2Ib – 9 Cephei
- B3V – Eta Ursae Majoris
- B3V – Eta Aurigae
- B3Ia – Omicron2 Canis Majoris
- B5Ia – Eta Canis Majoris
- B8Ia – Rígel

### Classe A

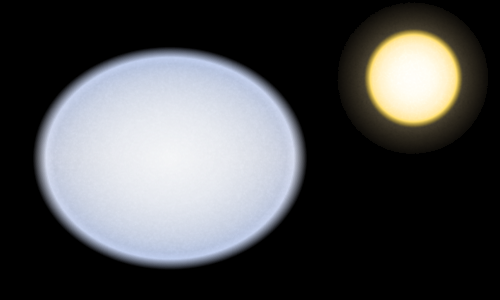
Classe A Vega (esquerda) em comparação com o Sol (direita)

As estrelas de classe A estão entre as estrelas mais comuns a olho nu e são brancas ou branca-azuladas. Elas têm fortes linhas de hidrogênio, no máximo em A0, e também linhas de metais ionizados (Fe II, Mg II, Si II) no máximo em A5. A presença de linhas de Ca II é notavelmente fortalecida neste ponto. Cerca de 1 em 160 (0,625%) das estrelas da sequência principal na vizinhança solar são estrelas de classe A.
Padrões espectrais:
- A0Van – Gamma Ursae Majoris
- A0Va – Vega
- A0Ib – Eta Leonis
- A0Ia – HD 21389
- A1V – Sirius A
- A2Ia – Deneb
- A3Va – Fomalhaut

### Classe F

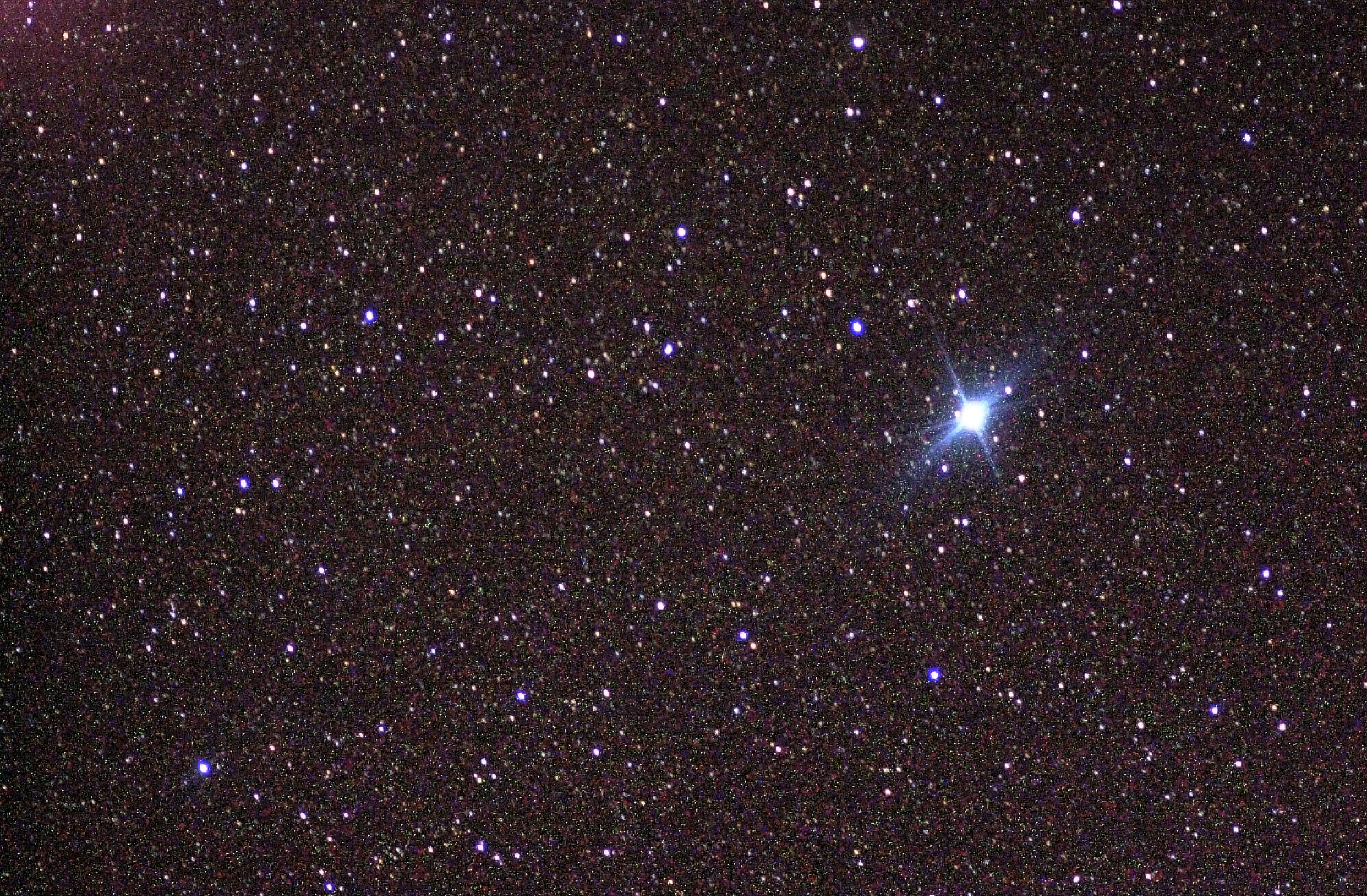
Canopus, uma supergigante de classe F e a segunda estrela mais brilhante no céu noturno

Estrelas de classe F têm linhas espectrais de fortalecimento H e K de Ca II. Metais neutros (Fe I, Cr I) começando a ganhar nas linhas de metal ionizado no tardio da classe F. Seus espectros são caracterizados pelas linhas de hidrogênio mais fracas e metais ionizados. Sua cor é branca. Cerca de 1 em 33 (3,03%) das estrelas da sequência principal na vizinhança solar são estrelas de classe F.
Padrões espectrais:
- F0IIIa – Zeta Leonis
- F0Ib – Alpha Leporis
- F2V – 78 Ursae Majoris

### Classe G

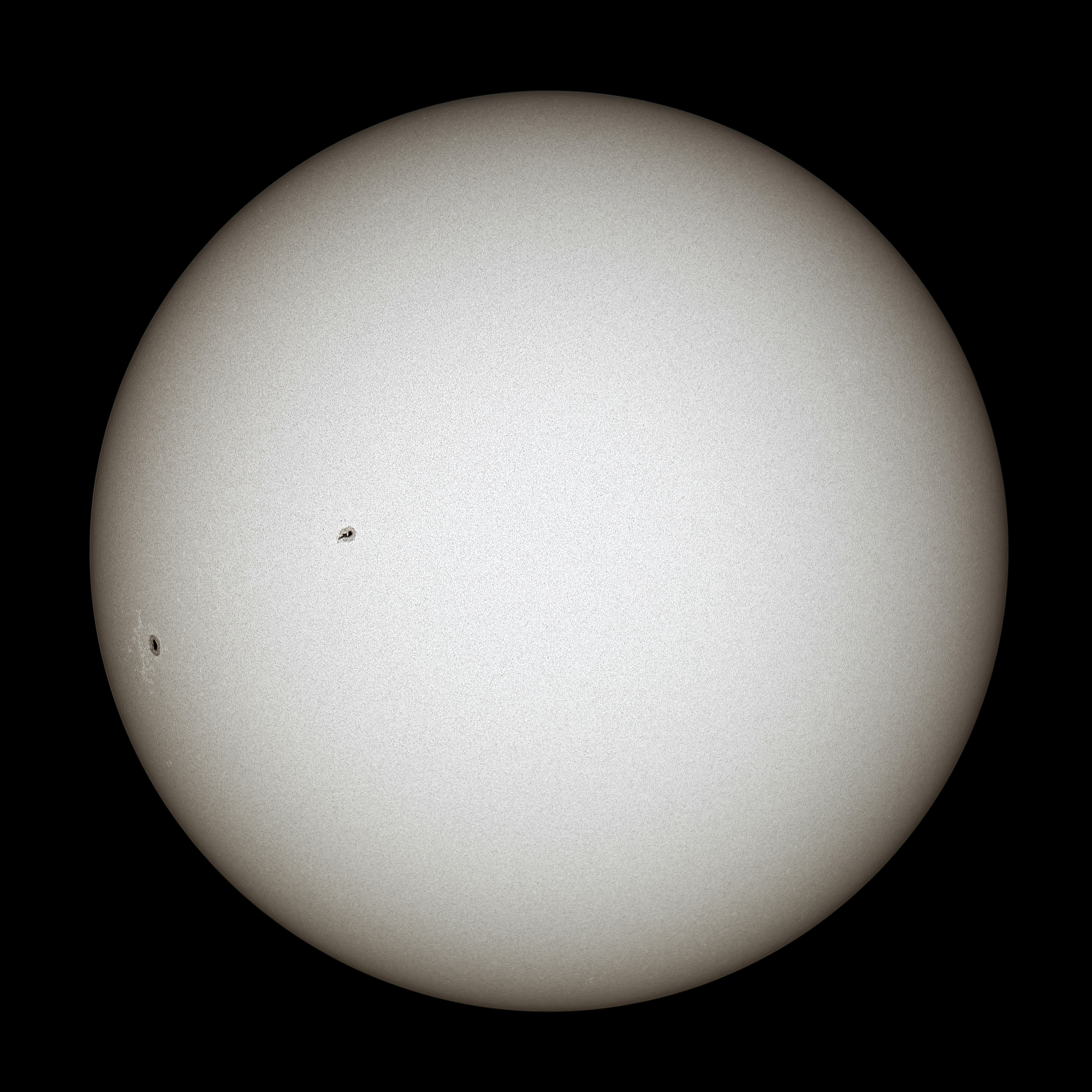
O Sol, uma estrela da sequência principal G2, com manchas solares escuras

Estrelas de classe G, incluindo o Sol, têm linhas espectrais proeminentes H e K de Ca II, que são mais pronunciadas em G2. Eles têm linhas de hidrogênio ainda mais fracas do que F, mas junto com os metais ionizados, eles têm metais neutros. Há um pico proeminente na banda G das moléculas CN. As estrelas da sequência principal de classe G constituem cerca de 7,5%, quase 1 em 13, das estrelas da sequência principal na vizinhança solar.
A Classe G contém o "Vazio Evolucionário Amarelo". Estrelas supergigantes geralmente oscilam entre O ou B (azul) e K ou M (vermelho). Enquanto fazem isso, elas não permanecem por muito tempo na classe supergigante amarela instável.
Padrões espectrais:
- G0V – Beta Canum Venaticorum
- G0IV – Eta Boötis
- G0Ib – Beta Aquarii
- G2V – Sol
- G5V – Kappa1 Ceti
- G5IV – Mu Herculis
- G5Ib – 9 Pegasi
- G8V – 61 Ursae Majoris
- G8IV – Beta Aquilae
- G8IIIa – Kappa Geminorum
- G8IIIab – Epsilon Virginis
- G8Ib – Epsilon Geminorum

### Classe K

Arcturo, um gigante K1.5 em comparação com o Sol e Antares

Estrelas de classe K são estrelas alaranjadas ligeiramente mais frias que o Sol. Elas constituem cerca de 12% das estrelas da sequência principal na vizinhança solar. Existem também estrelas gigantes de classe K, que variam de hipergigantes, como RW Cephei, a gigantes e supergigantes, como Arcturo, enquanto as anãs laranja, como Alpha Centauri B, são estrelas da sequência principal.
Eles têm linhas de hidrogênio extremamente fracas, se é que estão presentes, e principalmente metais neutros (Mn I, Fe I, Si I). No final do K, bandas moleculares de óxido de titânio tornam-se presentes. As teorias convencionais (aquelas enraizadas na baixa radioatividade prejudicial e longevidade das estrelas) sugerem, portanto, que tais estrelas têm as chances ideais de desenvolvimento de vida fortemente evoluída nos planetas em órbita (se tal vida for diretamente análoga à da Terra) devido a uma ampla zona habitável, mas muito menos prejudicial períodos de emissão em comparação com aqueles com as zonas mais amplas.
Padrões espectrais:
- K0V – Sigma Draconis
- K0III – Pólux
- K0III – Epsilon Cygni
- K2V – Epsilon Eridani
- K2III – Kappa Ophiuchi
- K3III – Rho Boötis
- K5V – 61 Cygni A
- K5III – Gamma Draconis

### Classe M
Estrelas de classe M são de longe as mais comuns. Cerca de 76% das estrelas da sequência principal na vizinhança solar são estrelas de classe M. No entanto, estrelas da sequência principal de classe M (anãs vermelhas) têm luminosidades tão baixas que nenhuma é brilhante o suficiente para ser vista a olho nu, a menos que sob condições excepcionais. A estrela da sequência principal de classe M mais brilhante conhecida é M0V Lacaille 8760, com magnitude aparente 6,7 (a magnitude limite para a visibilidade típica a olho nu em boas condições é normalmente citada como 6,5), e é extremamente improvável que quaisquer exemplos mais brilhantes sejam encontrados.
Embora a maioria das estrelas de classe M sejam anãs vermelhas, a maioria das maiores estrelas supergigantes na Via Láctea são estrelas M, como VV Cephei, Antares e Betelgeuse, que também são da classe M. Além disso, as anãs marrons maiores e mais quentes são da última classe M, geralmente na faixa de M6.5 a M9.5.
O espectro de uma estrela de classe M contém linhas de moléculas de óxido (no espectro visível, especialmente TiO) e todos os metais neutros, mas as linhas de absorção de hidrogênio geralmente estão ausentes. As bandas de TiO podem ser fortes em estrelas de classe M, geralmente dominando seu espectro visível em cerca de M5. Bandas de óxido de vanádio(II) tornam-se presentes no final de M.
Padrões espectrais:
- M0IIIa – Beta Andromedae
- M2III – Chi Pegasi
- M1-M2Ia-Iab – Betelgeuse
- M2Ia – Mu Cephei

## Tipos espectrais estendidos
Vários novos tipos espectrais foram usados a partir de tipos de estrelas recém-descobertos.

### Classes de estrelas de emissão azul quente

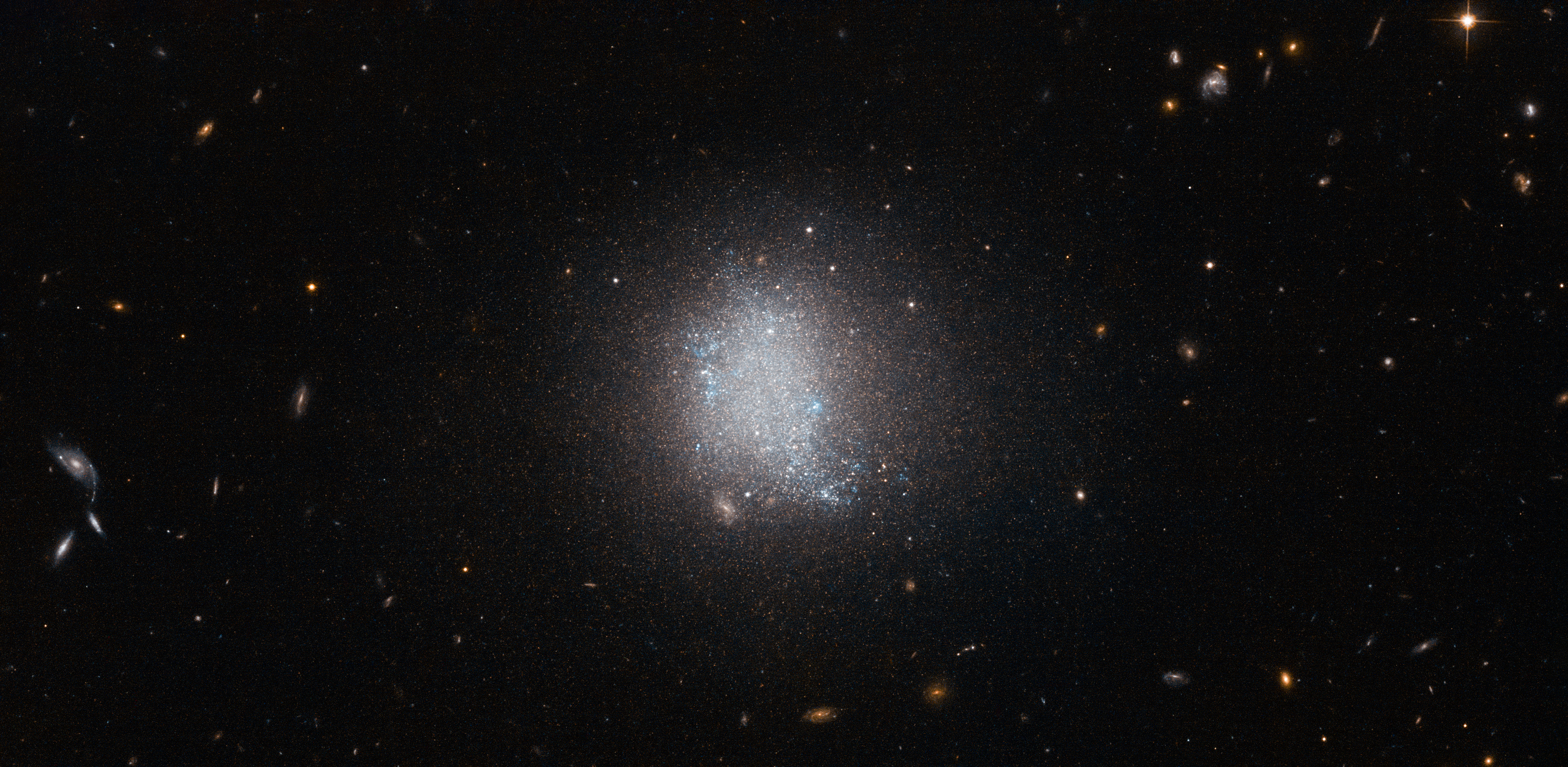
UGC 5797, uma galáxia de linha de emissão onde enormes estrelas azuis brilhantes são formadas

Os espectros de algumas estrelas muito quentes e azuladas exibem linhas de emissão marcadas de carbono ou nitrogênio, ou às vezes de oxigênio.

#### Classe W: Wolf-Rayet

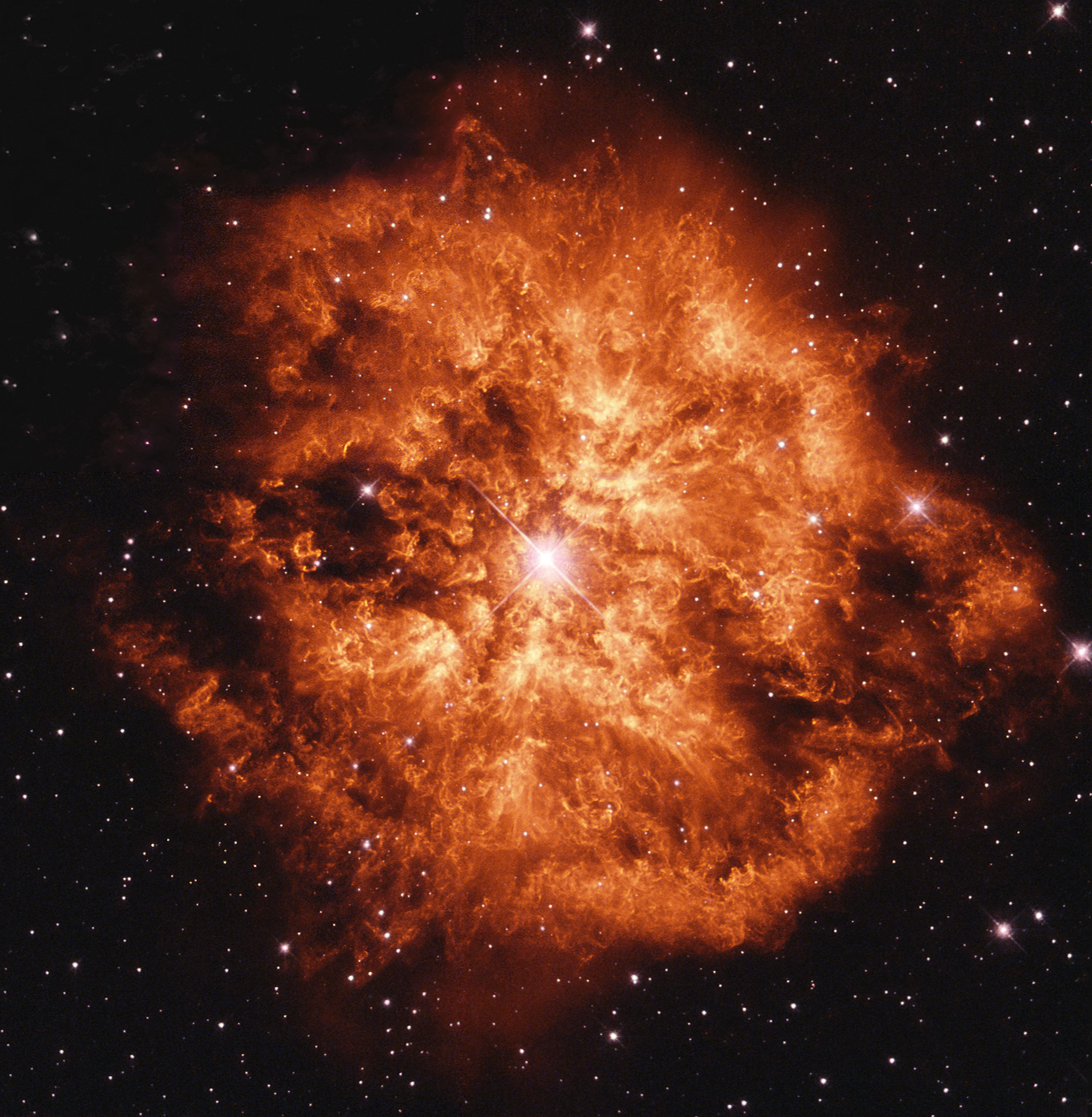
Imagem do Telescópio Espacial Hubble da nebulosa M1-67 e da estrela Wolf-Rayet WR 124 no centro

Uma vez incluídas como estrelas de classe O, as estrelas Wolf-Rayet da classe W ou WR são notáveis por seus espectros sem linhas de hidrogênio. Em vez disso, seus espectros são dominados por amplas linhas de emissão de hélio altamente ionizado, nitrogênio, carbono e, às vezes, oxigênio. Acredita-se que eles sejam, em sua maioria, supergigantes agonizantes, com suas camadas de hidrogênio sopradas por ventos estelares, expondo diretamente suas cascas de hélio quente. A classe W é dividida em subclasses de acordo com a força relativa das linhas de emissão de nitrogênio e carbono em seus espectros (e camadas externas).
A faixa de espectros WR está listada abaixo:
- WN[34] – espectro dominado pelas linhas N III-V e He I-II
  - WNE (WN2 a WN5 com algum WN6) - mais quente ou "inicial"
  - WNL (WN7 a WN9 com algum WN6) - mais frio ou "tardio"
  - Classes WN estendidas WN10 e WN11 às vezes usadas para as estrelas Ofpe/WN9[34]
  - h etiqueta usada (por exemplo, WN9h) para WR com emissão de hidrogênio e há (por exemplo, WN6ha) para emissão e absorção de hidrogênio
- WN/C – Estrelas WN mais fortes linhas C IV, intermediárias entre estrelas WN e WC[34]
- WC[34] – espectro com linhas C II-IV fortes
  - WCE (WC4 a WC6) – mais quente ou "inicial"
  - WCL (WC7 a WC9) – mais frio ou "tardio"
- WO (WO1 a WO4) – linhas fortes O VI, extremamente raras

Embora as estrelas centrais da maioria das nebulosas planetárias (CSPNe) mostrem espectros de classe O, cerca de 10% são deficientes em hidrogênio e mostram espectros WR. Estas são estrelas de baixa massa e para distingui-las das estrelas Wolf-Rayet massivas, seus espectros estão entre colchetes: por exemplo, [WC], a maioria deles mostra espectros [WC], alguns [WO] e muito raramente [WN].

#### Estrelas barra
As estrelas de barra são estrelas de classe O com linhas semelhantes a WN em seus espectros. O nome "barra" vem de seu tipo espectral impresso com uma barra (por exemplo, "Of/WNL").
Há um grupo secundário encontrado com este espectro, um grupo "intermediário" mais frio designado "Ofpe/WN9". Essas estrelas também foram chamadas de WN10 ou WN11, mas isso se tornou menos popular com a compreensão da diferença evolutiva de outras estrelas Wolf-Rayet. Descobertas recentes de estrelas ainda mais raras ampliaram o alcance das estrelas de corte até O2-3.5If*/WN5-7, que são ainda mais quentes do que as estrelas de "barra" originais.

#### As estrelas magnéticas O
São estrelas O com fortes campos magnéticos. A designação é Of?p.

### Classes frias de anãs vermelhas e marrons
Os novos tipos espectrais L, T e Y foram criados para classificar espectros infravermelhos de estrelas frias. Isso inclui anãs vermelhas e marrons que são muito fracas no espectro visível.
Anãs marrons, estrelas que não sofrem fusão de hidrogênio, esfriam à medida que envelhecem e, assim, progridem para tipos espectrais posteriores. Anãs marrons começam suas vidas com espectros de classe M e se resfriarão através das classes espectrais L, T e Y, mais rápido quanto menos massivas forem; as anãs marrons de maior massa não podem ter se resfriado a anãs Y ou mesmo T dentro da idade do universo. Como isso leva a uma sobreposição insolúvel entre a temperatura efetiva e a luminosidade dos tipos espectrais para algumas massas e idades de diferentes classes L-T-Y, nenhum valor distinto de temperatura efetiva ou luminosidade pode ser fornecido.

#### Classe L

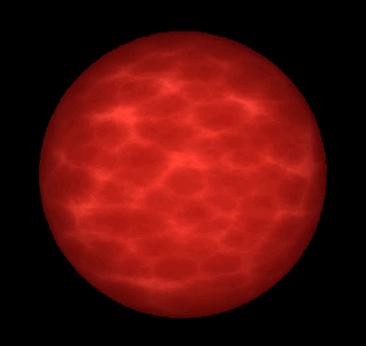
Impressão artística de uma anã L

Anãs de classe L recebem sua designação porque são mais frias do que estrelas M e L é a letra restante alfabeticamente mais próxima de M. Alguns desses objetos têm massas grandes o suficiente para suportar a fusão de hidrogênio e, portanto, são estrelas, mas a maioria tem massa subestelar e, portanto, são anãs marrons. Eles são de uma cor vermelha muito escura e mais brilhantes no infravermelho. Sua atmosfera é fria o suficiente para permitir que hidretos metálicos e metais alcalinos sejam proeminentes em seus espectros.
Devido à baixa gravidade de superfície em estrelas gigantes, nunca se formam condensados contendo TiO e VO. Assim, estrelas de classe L maiores que anãs nunca podem se formar em um ambiente isolado. No entanto, pode ser possível que essas supergigantes de classe L se formem por meio de colisões estelares, um exemplo das quais é o V838 Monocerotis enquanto estava no auge de sua erupção de nova vermelha luminosa.

#### Classe T: anãs de metano

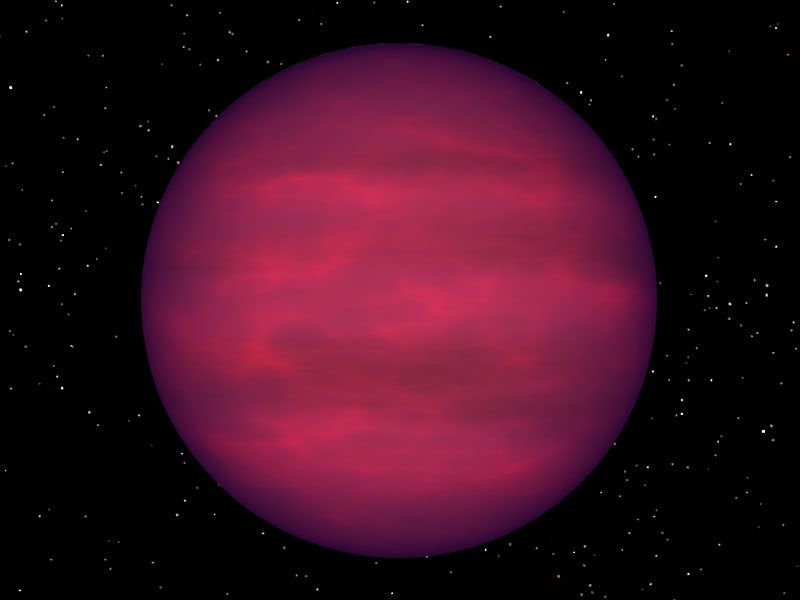
Impressão artística de uma anã T

Anãs Classe T são anãs marrons frias com temperaturas de superfície entre aproximadamente 550 e 1 300 K (277 e 1 027 °C; 530 e 1 880 °F). Seus picos de emissão no infravermelho. O metano é proeminente em seus espectros.
O estudo do número de proplyds (discos protoplanetários, aglomerados de gás em nebulosas a partir dos quais estrelas e sistemas planetários são formados) indica que o número de estrelas na galáxia deve ser várias ordens de magnitude maior do que o que foi previamente conjecturado. É teorizado que esses proplyds estão em uma corrida uns com os outros. O primeiro a se formar se tornará uma protoestrela, que são objetos muito violentos e irá interromper outros proplyds na vizinhança, despojando-os de seu gás. Os proplyds da vítima provavelmente passarão a se tornar estrelas da sequência principal ou anãs marrons das classes L e T, que são bastante invisíveis para nós.

#### Classe Y

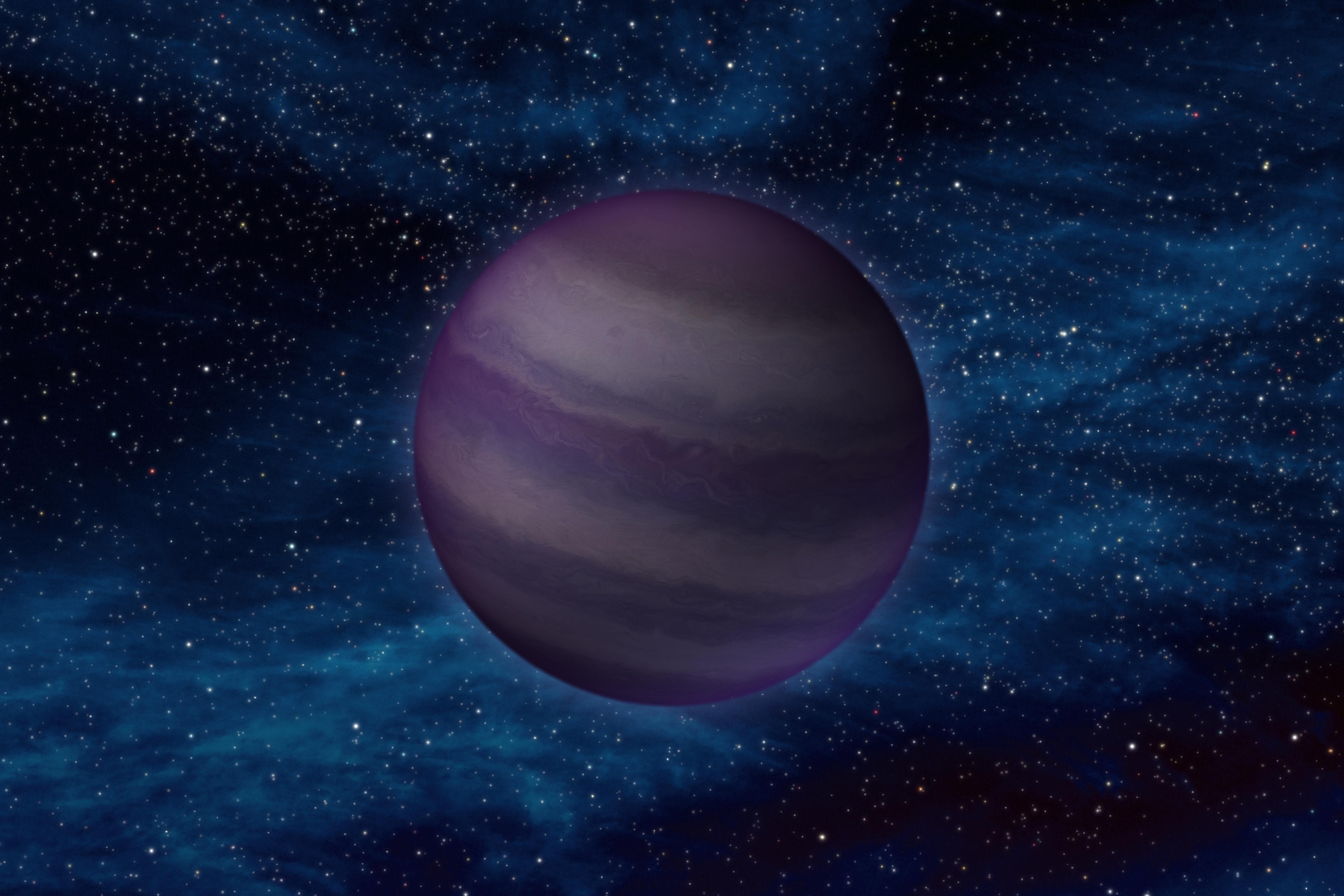
Impressão artística de uma anã Y

Anãs marrons da classe espectral Y são mais frias do que as da classe espectral T e têm espectros qualitativamente diferentes deles. Um total de 17 objetos foram colocados na classe Y até agosto de 2013. Embora tais anãs tenham sido modelados e detectados dentro de 40 anos-luz pelo Wide-field Infrared Survey Explorer (WISE), não há sequência espectral bem definida ainda e nenhum protótipo. No entanto, vários objetos foram propostos como classes espectrais Y0, Y1 e Y2.
Os espectros desses objetos Y prospectivos exibem absorção em torno de 1,55 micrômetros. Delorme et al. sugeriram que esse recurso é devido à absorção da amônia, e que isso deve ser tomado como o recurso indicativo para a transição entre T-Y. Na verdade, esse recurso de absorção de amônia é o principal critério adotado para definir essa classe. No entanto, esta característica é difícil de distinguir da absorção por água e metano, e outros autores afirmaram que a atribuição da classe Y0 é prematura.
A última anã marrom proposta para o tipo espectral Y, WISE 1828+2650, é uma anã > Y2 com uma temperatura efetiva estimada originalmente em torno de 300 K, a temperatura do corpo humano. As medições de paralaxe, no entanto, desde então mostraram que sua luminosidade é inconsistente com o fato de ser mais frio do que ~400 K. A anã Y mais fria conhecida atualmente é a WISE 0855−0714 com uma temperatura aproximada de 250 K.
O intervalo de massa para as anãs Y é de 9–25 massas de Júpiter, mas os objetos jovens podem atingir menos de uma massa de Júpiter, o que significa que os objetos da classe Y estão situados no limite de fusão de deutério de massa de 13 Júpiter que marca a divisão atual entre anãs marrons e planetas.

#### Anãs marrons peculiares
| Símbolos usados para anãs marrons peculiares | Símbolos usados para anãs marrons peculiares                                                                                         |
| -------------------------------------------- | --- |
| pec                                          | Este sufixo (por exemplo, L2pec) significa "peculiar".                                                                               |
| sd                                           | Este prefixo (por exemplo, sdL0) significa subanã e indica uma baixa metalicidade e cor azul.                                        |
| β                                            | Objetos com o sufixo beta (β) (por exemplo, L4β) têm uma gravidade de superfície intermediária.                                      |
| γ                                            | Objetos com o sufixo gamma (γ) (por exemplo, L5γ) têm uma baixa gravidade de superfície.                                             |
| red                                          | O sufixo red (por exemplo, L0red) indica objetos sem sinais de juventude, mas com alto teor de poeira.                               |
| blue                                         | O sufixo blue (por exemplo, L3blue) indica cores incomuns do infravermelho próximo ao azul para anãs-L sem metalicidade baixa óbvia. |

Anãs marrons jovens têm baixa gravidade de superfície porque têm raios maiores e massas menores em comparação com as estrelas do campo de tipo espectral semelhante. Essas fontes são marcadas por uma letra beta (β) para gravidade de superfície intermediária e gamma (γ) para gravidade de superfície baixa. A indicação de gravidade de superfície baixa são linhas CaH, K I e Na I fracas, bem como linhas VO fortes. Alpha (α) significa gravidade de superfície normal e geralmente é descartado. Às vezes, uma gravidade de superfície extremamente baixa é denotada por um delta (δ). O sufixo "pec" significa peculiar. O sufixo peculiar ainda é usado para outras características incomuns e resume propriedades diferentes, indicativas de gravidade de superfície baixa, subanãs e binárias não resolvidas. O prefixo sd significa subanã e inclui apenas subanãs frias. Este prefixo indica uma baixa metalicidade e propriedades cinemáticas que são mais semelhantes às estrelas halo do que às estrelas do disco. As subanãs parecem mais azuis do que os objetos de disco. O sufixo red descreve objetos com a cor vermelha, mas com uma idade mais avançada. Isso não é interpretado como baixa gravidade de superfície, mas como um alto teor de poeira. O sufixo blue descreve objetos com cores azuis do infravermelho próximo que não podem ser explicados com baixa metalicidade. Alguns são explicados como binários L+T, outros não são binários, como 2MASS J11263991−5003550 e são explicados com nuvens finas e/ou nuvens de granulação grande.

### Classes de estrelas de carbono gigantes tardias
As estrelas de carbono são estrelas cujos espectros indicam a produção de carbono, um subproduto da fusão do hélio triplo-alfa. Com o aumento da abundância de carbono e alguma produção de elementos pesados de processo s paralelo, os espectros dessas estrelas tornam-se cada vez mais desviantes das classes espectrais tardias usuais G, K e M. Classes equivalentes para estrelas ricas em carbono são S e C.
Presume-se que as gigantes entre essas estrelas produzem esse carbono, mas algumas estrelas desta classe são estrelas duplas, cuja atmosfera estranha é suspeita de ter sido transferida de uma companheira que agora é uma anã branca, quando a companheira era uma estrela de carbono.

#### Classe C: estrelas de carbono

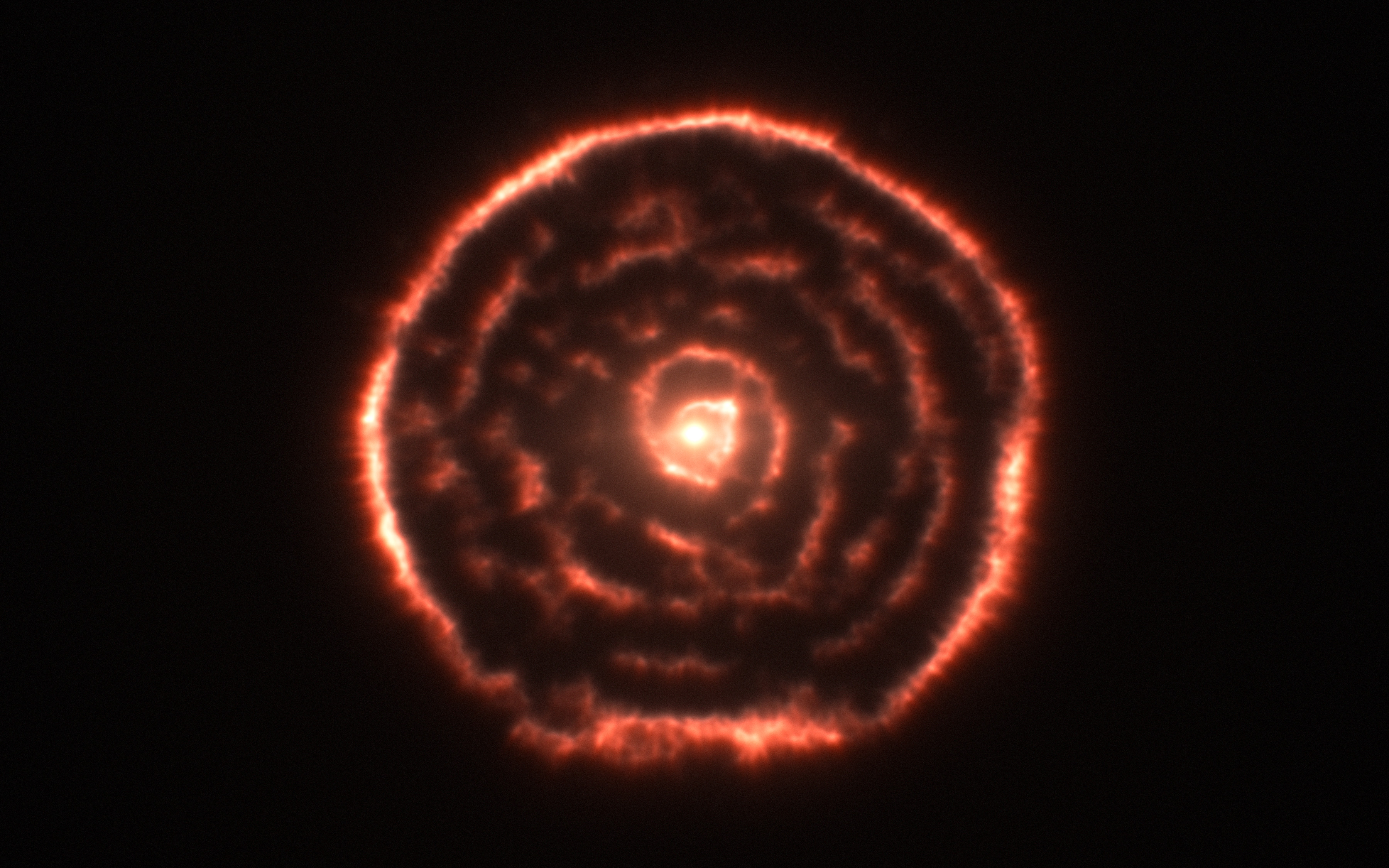
Imagem da estrela de carbono R Sculptoris e sua impressionante estrutura em espiral

Originalmente classificadas como estrelas R e N, também são conhecidas como estrelas de carbono. São gigantes vermelhos, próximos ao fim de suas vidas, nos quais há excesso de carbono na atmosfera. As antigas classes R e N funcionavam paralelamente ao sistema de classificação normal de aproximadamente meados de G ao final de M. Mais recentemente, elas foram remapeadas em um classificador de carbono unificado C com N0 começando aproximadamente em C6. Outro subconjunto de estrelas de carbono frias são as estrelas do tipo C–J, que são caracterizadas pela forte presença de moléculas de 13CN além das de 12CN. Algumas estrelas de carbono da sequência principal são conhecidas, mas a esmagadora maioria das estrelas de carbono conhecidas são gigantes ou supergigantes. Existem várias subclasses:
- C-R – Anteriormente, sua própria classe (R) representando a estrela de carbono equivalente das estrelas tardias da classe G às primeiras da classe K.
- C-N – Anteriormente, sua própria classe representando a estrela de carbono equivalente às estrelas tardias da classe K a M.
- C-J – Um subtipo de estrelas C frias com alto conteúdo de 13C.
- C-H – População II análogos das estrelas C-R.
- C-Hd – Estrelas de carbono deficientes em hidrogênio, semelhantes às supergigantes G tardias com bandas CH e C2 adicionadas.

#### Classe S
Estrelas de classe S formam um continuum entre estrelas de classe M e estrelas de carbono. Aquelas mais semelhantes às estrelas de classe M têm fortes bandas de absorção de ZrO análogas às bandas de TiO de estrelas de classe M, enquanto aquelas mais semelhantes a estrelas de carbono têm fortes linhas D de sódio e bandas C2 fracas. As estrelas de classe S têm quantidades excessivas de zircônio e outros elementos produzidos pelo processo s e têm abundâncias de carbono e oxigênio mais semelhantes do que as estrelas da classe M ou de carbono. Como as estrelas de carbono, quase todas as estrelas conhecidas de classe S são estrelas de ramo assintótico das gigantes.
O tipo espectral é formado pela letra S e um número entre 0 e 10. Este número corresponde à temperatura da estrela e segue aproximadamente a escala de temperatura usada para gigantes da classe M. Os tipos mais comuns são S3 a S5. A designação não padrão S10 só foi usada para a estrela Chi Cygni quando em um mínimo extremo.
A classificação básica é geralmente seguida por uma indicação de abundância, seguindo um dos vários esquemas: S2,5; S2/5; S2 Zr4 Ti2; ou S2*5. Um número após uma vírgula é uma escala entre 1 e 9 com base na proporção de ZrO e TiO. Um número após uma barra é um esquema mais recente, mas menos comum, projetado para representar a proporção de carbono para oxigênio em uma escala de 1 a 10, onde 0 seria uma estrela MS. As intensidades de zircônio e titânio podem ser indicadas explicitamente. Também é visto ocasionalmente um número após um asterisco, que representa a força das bandas de ZrO em uma escala de 1 a 5.

#### Classes MS e SC: classes intermediárias relacionadas ao carbono
Entre as classes M e S, os casos de fronteira são chamados de estrelas MS. De maneira semelhante, os casos limites entre as classes S e C-N são denominados SC ou CS. A sequência M → MS → S → SC → C-N é considerada uma sequência de aumento da abundância de carbono com a idade para estrelas de carbono no ramo assintótico das gigantes.

### Classificações de anãs brancas
A classe D (para degenerados) é a classificação moderna usada para anãs brancas, estrelas de baixa massa que não estão mais sofrendo fusão nuclear e encolheram ao tamanho planetário, esfriando lentamente. A classe D é dividida em tipos espectrais DA, DB, DC, DO, DQ, DX e DZ. As letras não estão relacionadas com as letras usadas na classificação de outras estrelas, mas indicam a composição da camada externa visível ou atmosfera da anã branca.
Os tipos de anãs brancas são os seguintes:
- DA – uma atmosfera rica em hidrogênio ou camada externa, indicada por fortes linhas espectrais de hidrogênio de Balmer.
- DB – uma atmosfera rica em hélio, indicada por hélio neutro, He I, linhas espectrais.
- DO – uma atmosfera rica em hélio, indicada por hélio ionizado, He II, linhas espectrais.
- DQ – uma atmosfera rica em carbono, indicada por linhas de carbono atômicas ou moleculares.
- DZ – uma atmosfera rica em metais, indicada por linhas espectrais de metais (uma fusão dos obsoletos tipos espectrais de anãs brancas, DG, DK e DM).
- DC – nenhuma linha espectral forte indicando uma das categorias acima.
- DX – as linhas espectrais são insuficientemente claras para serem classificadas em uma das categorias acima.

O tipo é seguido por um número que indica a temperatura de superfície da anã branca. Este número é uma forma arredondada de 50400/Teff, onde Teff é a temperatura efetiva da superfície, medida em Kelvin. Originalmente, esse número era arredondado para um dos dígitos de 1 a 9, mas, mais recentemente, valores fracionários começaram a ser usados, bem como valores abaixo de 1 e acima de 9.
Duas ou mais letras do tipo podem ser usadas para indicar uma anã branca que exibe mais de uma das características espectrais acima.

#### Tipos espectrais estendidos de anã branca

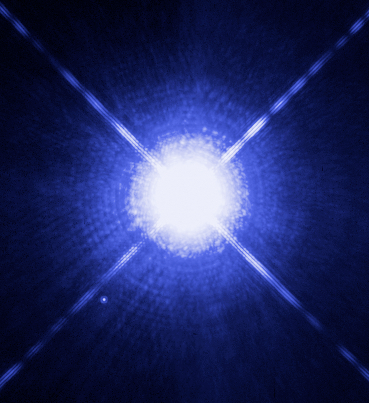
Sirius A e B (uma anã branca do tipo DA2) observado pelo Telescópio espacial Hubble

- DAB – uma anã branca rica em hidrogênio e hélio exibindo linhas neutras de hélio
- DAO – uma anã branca rica em hidrogênio e hélio exibindo linhas ionizadas de hélio
- DAZ – uma anã branca metálica rica em hidrogênio
- DBZ – uma anã branca metálica rica em hélio

Um conjunto diferente de símbolos de peculiaridade espectral é usado para anãs brancas do que para outros tipos de estrelas:
| Código | Peculiaridades espectrais para estrelas         |
| ------ | ----------------------------------------------- |
| P      | Anã branca magnética com polarização detectável |
| E      | Linhas de emissão presentes                     |
| H      | Anã branca magnética sem polarização detectável |
| V      | Variável                                        |
| PEC    | Existem peculiaridades espectrais               |

### Tipos espectrais não-estelares: Classes P e Q
Finalmente, as classes P e Q, que sobraram do sistema Draper por Annie Jump Cannon, são ocasionalmente usadas para certos objetos não-estelares. Os objetos do tipo P são estrelas dentro de nebulosas planetárias e os objetos do tipo Q são novae.

## Remanescentes estelares
Remanescentes estelares são objetos associados à morte de estrelas. Incluídas na categoria estão as anãs brancas e, como pode ser visto no esquema de classificação radicalmente diferente para a classe D, os objetos não-estelares são difíceis de se encaixar no sistema MK.
O diagrama de Hertzsprung-Russell, no qual o sistema MK se baseia, é de natureza observacional, de modo que esses remanescentes não podem ser facilmente plotados no diagrama, ou não podem ser colocados de forma alguma. Antigas estrelas de nêutrons são relativamente pequenas e frias e cairiam no lado direito do diagrama. As nebulosas planetárias são dinâmicas e tendem a perder o brilho rapidamente conforme a estrela progenitora faz a transição para o ramo da anã branca. Se mostrado, uma nebulosa planetária seria plotada à direita do quadrante superior direito do diagrama. Um buraco negro não emite luz visível própria e, portanto, não apareceria no diagrama.
Um sistema de classificação para estrelas de nêutrons usando algarismos romanos foi proposto: tipo I para estrelas de nêutrons menos massivas com baixas taxas de resfriamento, tipo II para estrelas de nêutrons mais massivas com taxas de resfriamento mais altas e um tipo III proposto para estrelas de nêutrons mais massivas (possíveis candidatos a estrelas exóticas) com taxas de resfriamento mais altas. Quanto maior a massa de uma estrela de nêutrons, maior o fluxo de neutrinos que ela carrega. Esses neutrinos carregam tanta energia térmica que, depois de apenas alguns anos, a temperatura de uma estrela de nêutrons isolada cai da ordem de bilhões para apenas cerca de um milhão de Kelvin. Este sistema de classificação de estrelas de nêutrons proposto não deve ser confundido com as classes espectrais Secchi anteriores e as classes de luminosidade de Yerkes.

## Classes espectrais substituídas
Vários tipos espectrais, todos usados anteriormente para estrelas não-padronizadas em meados do século XX, foram substituídos durante as revisões do sistema de classificação estelar. Eles ainda podem ser encontrados em edições antigas de catálogos de estrelas: R e N foram incluídos na nova classe C como C-R e C-N.

## Classificação estelar, habitabilidade e a busca pela vida
Embora os humanos possam eventualmente colonizar qualquer tipo de habitat estelar, esta seção abordará a probabilidade de vida surgindo em torno de outras estrelas.
Estabilidade, luminosidade e vida útil são todos fatores na habitabilidade estelar. Só conhecemos uma estrela que hospeda vida, e essa é a nossa própria, uma estrela de classe G com abundância de elementos pesados e baixa variabilidade de brilho. Também é diferente de muitos sistemas estelares por conter apenas uma estrela (veja Habitabilidade de sistemas estelares binários).
Trabalhando a partir dessas restrições e dos problemas de ter um conjunto de amostra empírica de apenas uma, a gama de estrelas que se prevê serem capazes de sustentar a vida como a conhecemos é limitada por alguns fatores. Dos tipos de estrelas da sequência principal, estrelas com massa superior a 1,5 vezes a do Sol (tipos espectrais O, B e A) envelhecem muito rapidamente para que a vida avance e se desenvolva (usando a Terra como diretriz). No outro extremo, anãs com menos da metade da massa de nosso Sol (tipo espectral M) provavelmente bloquearão planetas dentro de sua zona habitável, junto com outros problemas (veja Habitabilidade de sistemas de anãs vermelhas). Embora existam muitos problemas para a vida nas anãs vermelhas, muitos astrônomos continuam a modelar esses sistemas devido ao seu grande número e longevidade.
Por essas razões, a missão Kepler da NASA está procurando por planetas habitáveis em estrelas próximas da sequência principal que são menos massivas do que o tipo espectral A, mas mais massivas do que o tipo M, tornando as estrelas mais prováveis para hospedar estrelas anãs com vida dos tipos F, G e K.